# KS Korabi Peshkopi
Klubi Sportiv Korabi Peshkopi (KS Korabi) ist ein albanischer Fußballverein aus der Stadt Peshkopia. In der Saison 2016/17 spielt die erste Mannschaft in der Kategoria e parë, der zweithöchsten albanischen Liga.

## Geschichte
Im Jahr 1930 wurde unter dem Namen Bashkimi Dibran Peshkopi erstmals ein Fußballclub in Peshkopi gegründet. Die Mannschaft nahm 1936 zum einzigen Mal an einem nationalen Wettbewerb teil und spielte in der Gruppe B der zweiten Liga gegen KS Shkumbini Peqin und Devolli Bilisht. 1944 löste sich der Club auf, worauf im folgenden Jahr die Shoqëria Sportive Korabi (Sportgesellschaft Korab) gegründet wurde, benannt nach dem Korab, dem höchsten Berg des Landes. In der Saison 1962/63 stieg der Club zum ersten Mal in die höchste albanische Liga auf, konnte sich aber als Tabellenletzter nicht halten und musste wieder absteigen. In der Folge spielte KS Korabi stets zweit- oder drittklassig.
2014/15 gewann KS Korabi die Gruppe A der drittklassigen Kategoria e dytë und konnte aufsteigen. 2015/16 gewann KS Korabi die Gruppe A der zweitklassigen Kategoria e parë. Trotz einer Niederlage im Meisterschaftsfinale gegen KS Luftëtari Gjirokastra (10:11 nach Verlängerung und Elfmeterschießen mit 24 Versuchen) gelang der Aufstieg. Da das Stadion in Peshkopi nicht die Anforderungen der höchsten Liga erfüllte, musste KS Korabi seine Heimspiele der Saison 2016/17 im Selman-Stërmasi-Stadion in Tirana austragen. Den Dibranern gelang der Ligaerhalt nicht.
Namensänderungen:
- 1930–1944: Bashkimi Dibran Peshkopi
- 1945: Shoqëria Sportive Korabi Peshkopi
- 1949: KS Peshkopia
- 1951: Puna Peshkopi
- 1958 – Klubi Sportiv Korabi Peshkopi